# Deepak Chopra
Deepak Chopra (hindi: दीपक चोपड़ा Dīpak Copṛā) (Nueva Delhi; 22 de octubre de 1946) es un escritor y conferencista indio de temática Nueva Era y promotor de terapias pseudocientíficas.
Ha escrito sobre espiritualidad y el supuesto poder de la mente en la curación médica. Su influencia está marcada por las enseñanzas de escrituras tradicionales indias como el Ayurveda, corriente tradicional de la curación hindú, los Vedānta y el Bhagavad Gita.[cita requerida] Es uno de los seguidores de Jiddu Krishnamurti.
Chopra defiende la medicina alternativa ayurvédica con conceptos de física cuántica. En algunas de sus conferencias y artículos menciona que no sabe en qué consiste exactamente la curación cuántica, pero que puesto que la ciencia desconoce el funcionamiento concreto de la física cuántica, no se puede demostrar que sus teorías no funcionen.
Entre los detractores de Chopra, muchos de ellos expertos en las áreas que Chopra menciona como base de sus propuestas, se encuentran famosos científicos y médicos como el biólogo Jerry Coyne (que ha llamado claramente las alternativas de Chopra «pseudociencia y magia»), el físico teórico y cosmólogo Lawrence Krauss, el biólogo evolucionista Richard Dawkins, el cirujano oncólogo David Gorski (a veces bajo su alias «Orac»), el doctor Stephen Barrett, el divulgador científico Michael Shermer, el neurólogo Steven Novella, el biólogo PZ Myers y el consultor médico Gerald C. Zumwalt, entre otros.

## Medicina alternativa
Chopra ha sido descrito como «el más prominente portavoz del Ayurveda en Estados Unidos».[cita requerida] Mezcla ideas asociadas a la mecánica cuántica con la medicina ayurvédica en lo que él llama «curación cuántica». Estas ideas son ampliamente rechazadas tanto por físicos como médicos, llegando incluso en algunos casos a verdaderos enfrentamientos como sucedió con Richard Dawkins durante un debate en México.
En una de sus polémicas declaraciones dijo que el virus del SIDA emite «un sonido que lleva al ADN a su destrucción» y que puede ser tratado, según Chopra, con «sonido primordial ayurvédico».[cita requerida] Estas declaraciones le han valido la crítica de científicos y doctores, como el médico y profesor Lawrence Schneiderman, quien afirma que hay problemas éticos cuando la «medicina alternativa» no se basa en ninguna evidencia, y que «poniéndolo suavemente, el Dr. Chopra propone un programa de tratamiento y prevención del SIDA que no tiene ningún soporte empírico».[cita requerida] En un artículo de 2008 en la revista Time, Ptolomey Tompkins comentó que la mayor parte de la carrera de Chopra ha sido un «imán para las críticas»; Tompkins escribió que las comunidades médicas y científicas han manifestado sus opiniones negativas sobre Chopra, que varían de «desdeñosas» a «abiertamente condenatorias», particularmente porque las afirmaciones de Chopra sobre la efectividad de la medicina alternativa puede apartar a gente enferma de los tratamientos efectivos de la medicina moderna.[cita requerida]